# Glorieta
Glorieta (fr. gloriette) – budowla architektoniczna występująca jako:
- Nadbudówka z kolumnami, arkadami przykryta kopułą, stosowana często w architekturze renesansu, wieńcząca wieże kościołów i ratuszów, dzwonnice lub najwyższe kondygnacje budynków.
- Samodzielna budowla ogrodowa lub parkowa, najczęściej na wzgórzu, wykonana w formie małego, otwartego pawilonu z kolumnami, arkadami, stosowana od 2. połowy XVIII wieku w ogrodach typu francuskiego.

Jedną z największych i najsłynniejszych gloriet jest glorieta w Schönbrunnie w Wiedniu.